# Gornje Krečane (Federacja Bośni i Hercegowiny)
Gornje Krečane – wieś w Bośni i Hercegowinie, w Federacji Bośni i Hercegowiny, w kantonie tuzlańskim, w mieście Gradačac. W 2013 roku liczyła 3 mieszkańców, z czego większość stanowili Serbowie.